# Karlovy Vary
Karlovy Vary (tysk: Karlsbad) er en by i den vestlige del af Bøhmen i regionen Karlovy Vary i Tjekkiet. Byen ligger ved floden Teplás udmunding i floden Ohře (tysk: Eger).
Karlsbad er en af de bedst kendte, og samtidigt mest traditionelle, kurbyer i verden.

Indbyggertallet er pr. 2008 på 53.708.

## Verdensarv fra 2021
Den 24. juli 2021 indskrev UNESCO Karlovy Vary som verdensarv og byen blev én af de 11 byer i Europas store kurbadesteder. 